# Július Bielik
Július Bielik (nacido el 8 de marzo de 1962) es un exfutbolista eslovaco que se desempeñaba como defensa.
Július Bielik jugó 18 veces para la selección de fútbol de Checoslovaquia entre 1983 y 1990.

## Trayectoria

### Clubes
| Club                | País            | Año         |
| ------------------- | --------------- | ----------- |
| Spartak Trnava      | Checoslovaquia  | 1979 - 1982 |
| Sparta Praga        | Checoslovaquia  | 1982 - 1991 |
| Sanfrecce Hiroshima | Japón           | 1991 - 1992 |
| FK Hvězda Cheb      | República Checa | 1994 - 1995 |
| Hradec Králové      | República Checa | 1995 - 1997 |

### Selección nacional
| Selección | País           | Año         |
| --------- | -------------- | ----------- |
| Absoluta  | Checoslovaquia | 1983 - 1990 |

## Estadística de equipo nacional
| Selección de fútbol de Checoslovaquia | Selección de fútbol de Checoslovaquia | Selección de fútbol de Checoslovaquia |
| Año                                   | Part.                                 | Goles                                 |
| ------------------------------------- | ------------------------------------- | ------------------------------------- |
| 1983                                  | 1                                     | 0                                     |
| 1984                                  | 0                                     | 0                                     |
| 1985                                  | 0                                     | 0                                     |
| 1986                                  | 0                                     | 0                                     |
| 1987                                  | 2                                     | 0                                     |
| 1988                                  | 6                                     | 0                                     |
| 1989                                  | 3                                     | 0                                     |
| 1990                                  | 6                                     | 0                                     |
| Total                                 | 18                                    | 0                                     |